# Vitbrokig parkmätare
Vitbrokig parkmätare Eulithis prunata är en fjärilsart som beskrevs av Carl von Linné 1758. Vitbrokig parkmätare ingår i släktet Eulithis och familjen mätare, Geometridae. Vitbrokig parkmätare är reproducerande i både Sverige och Finland och enligt respektive rödlista är arten livskraftig, LC i båda länderna. Två underarter finns listade i Catalogue of Life, Eulithis prunata prunata (Linnaeus, 1758) och Eulithis prunata teberdensis Alberti, 1969.

## Bildgalleri

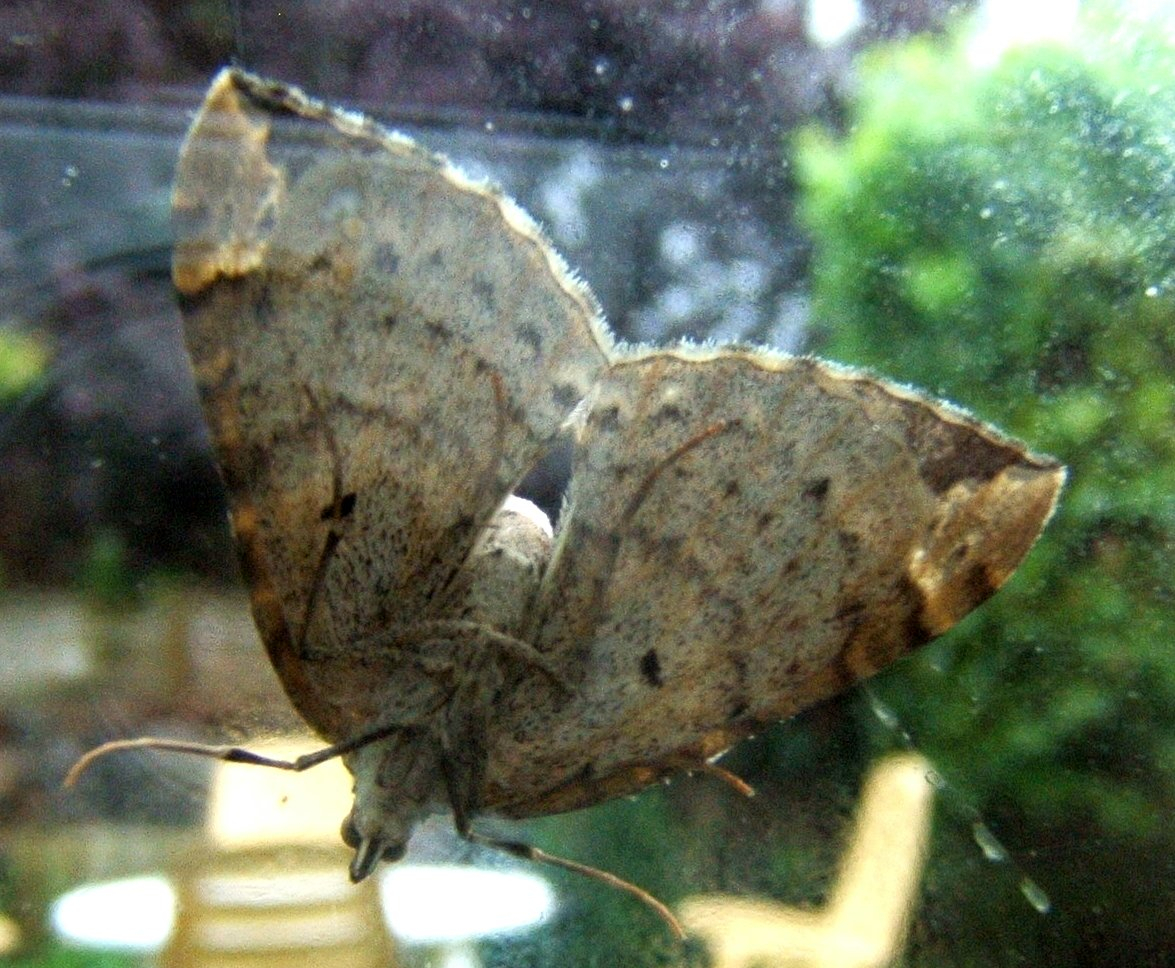
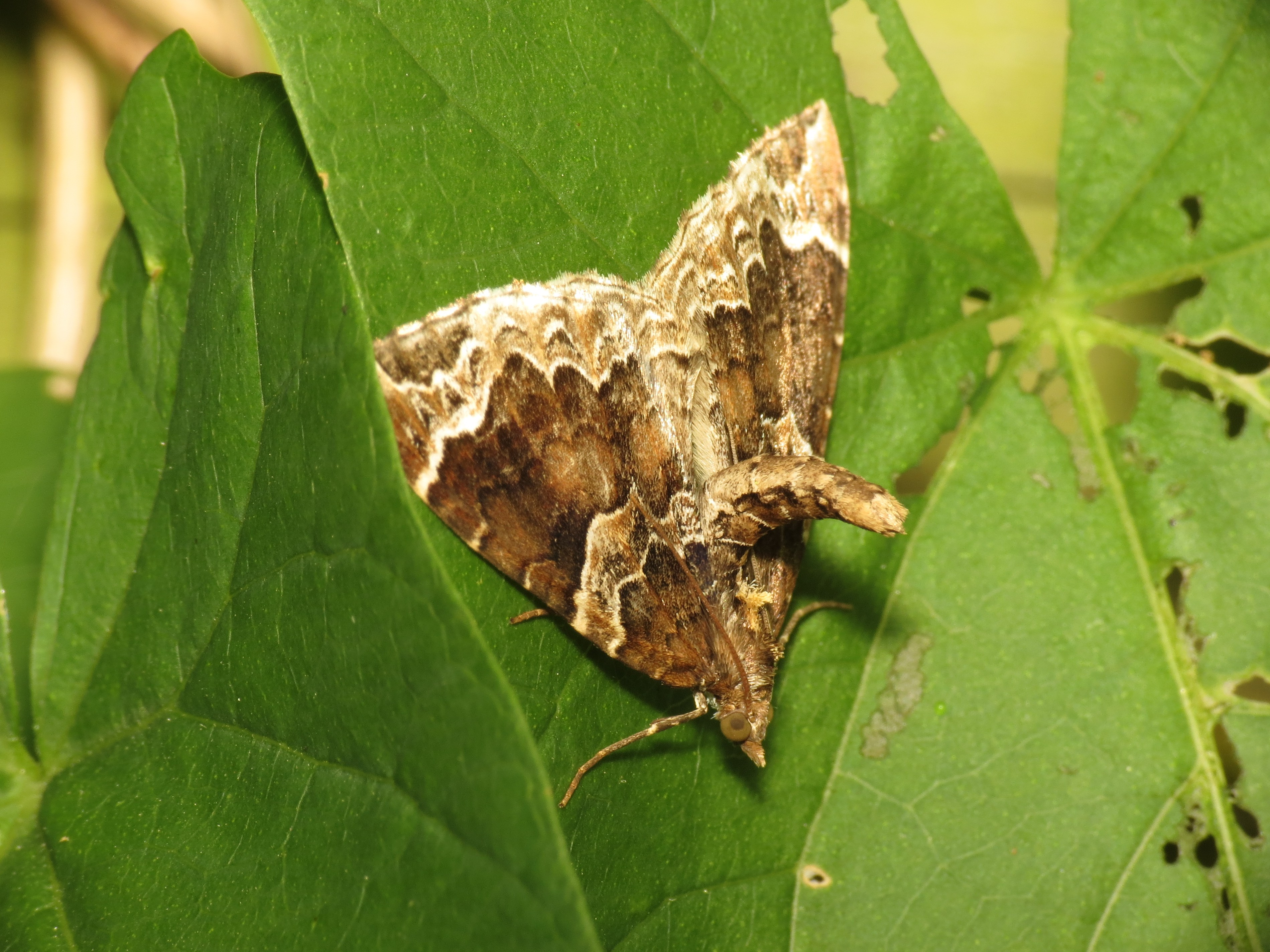
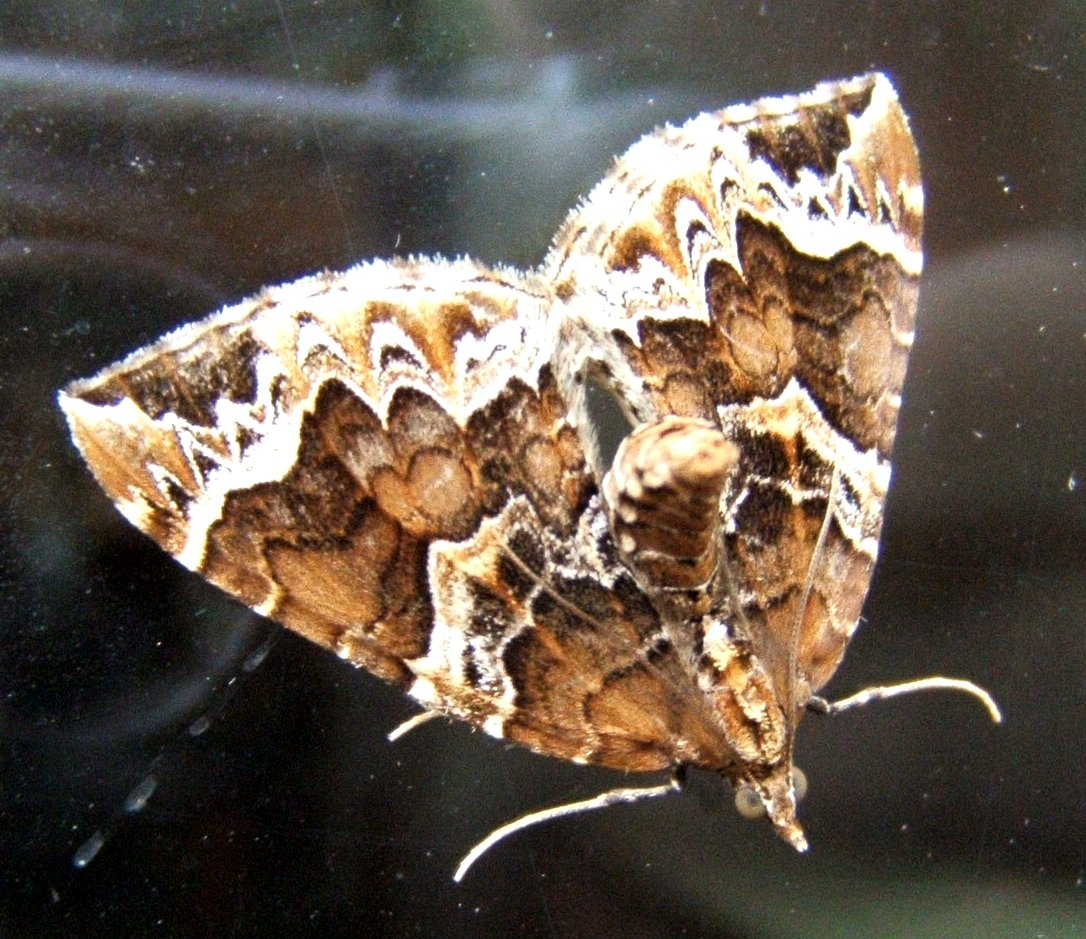
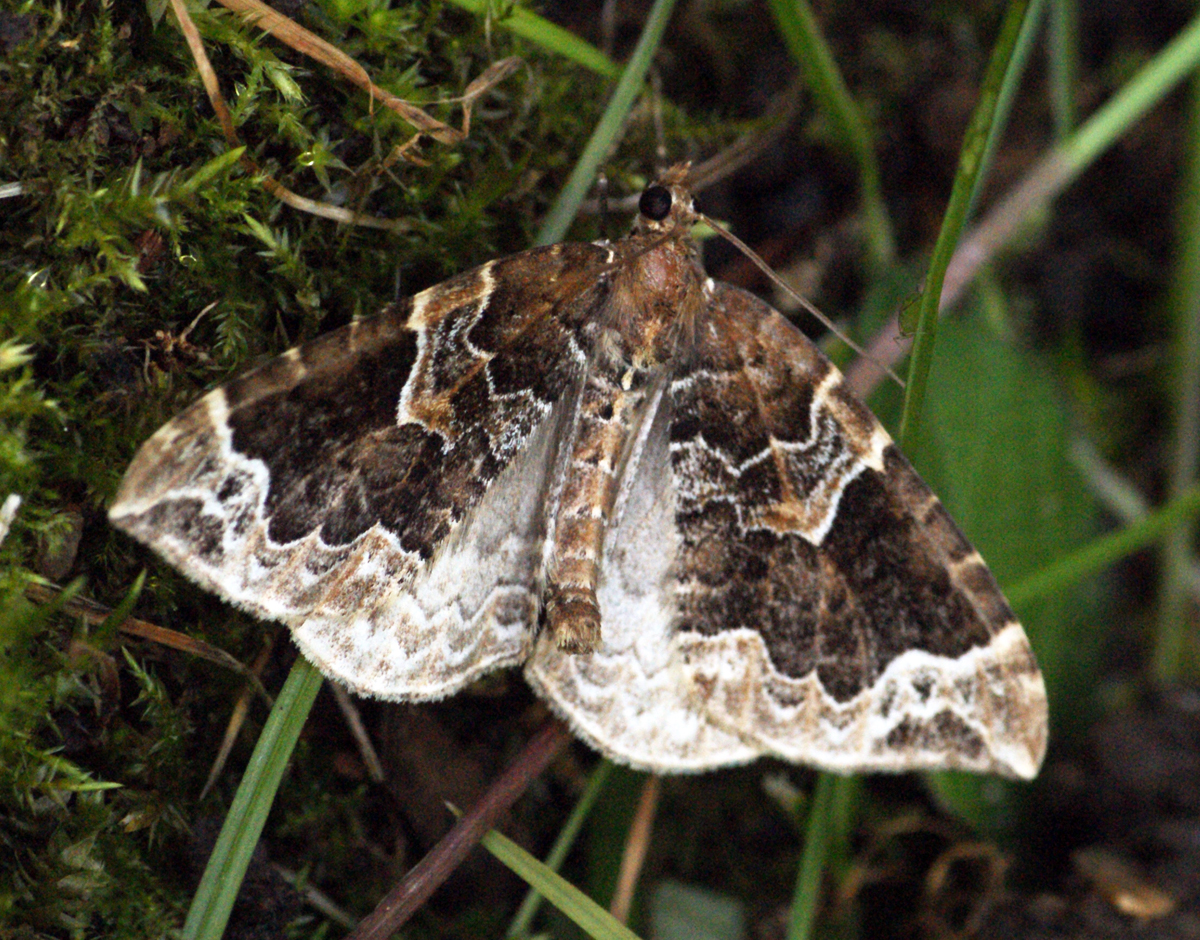
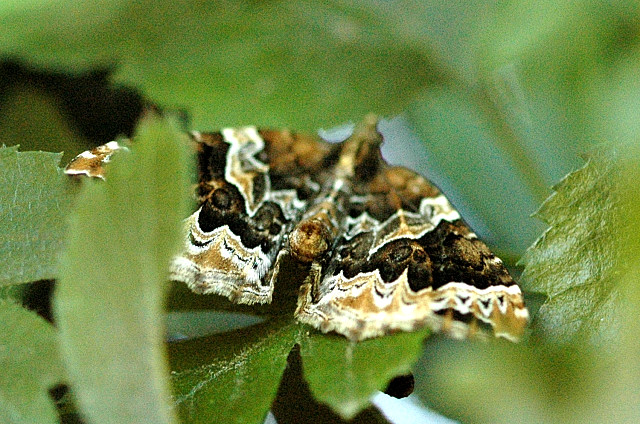
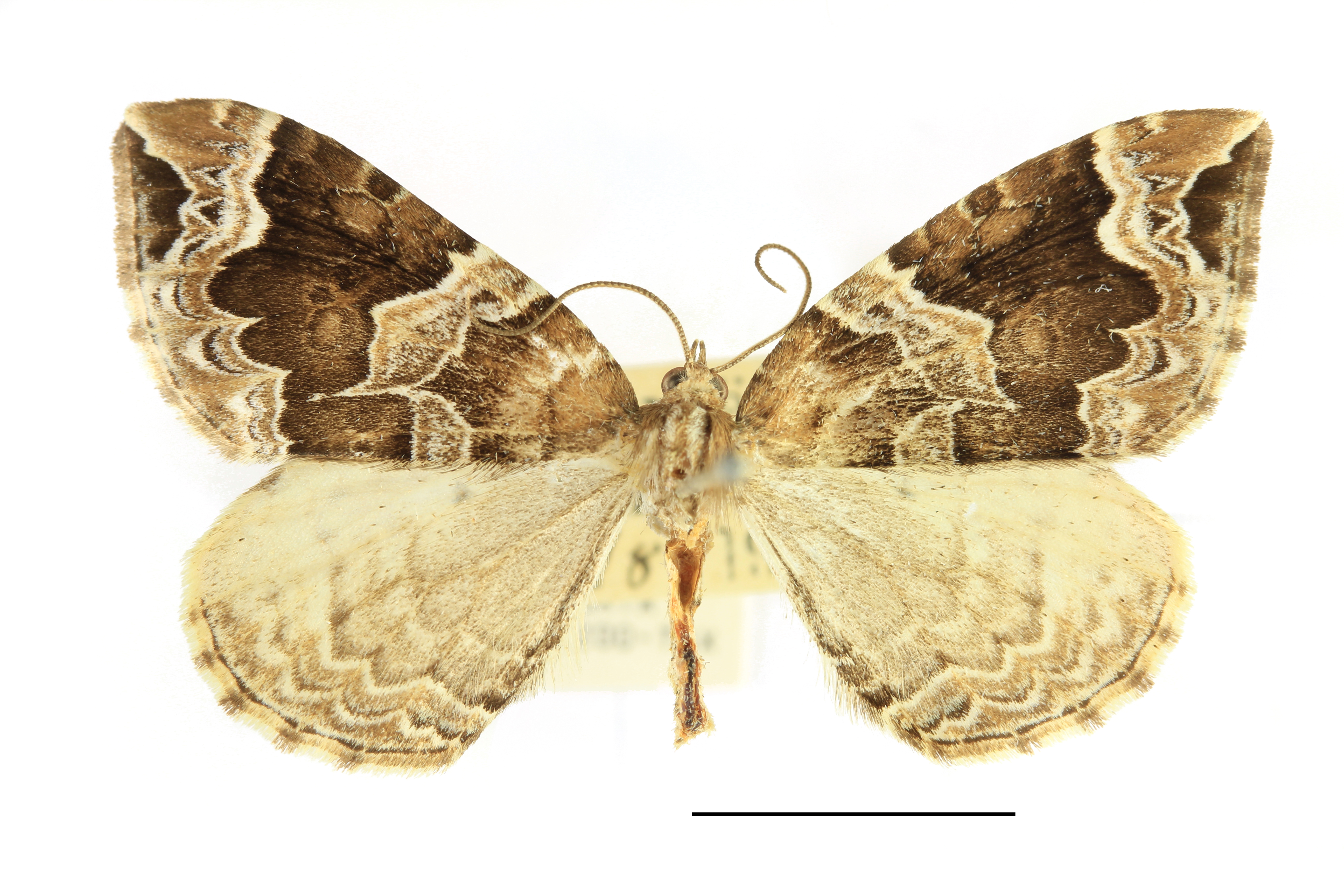